# Sorkonos
Sorkonos (Rhynchocyon) – rodzaj ssaków z pięcioma gatunkami należący do podrodziny i rodziny ryjkonosowatych (Macroscelididae). Zwierzęta te mają długie i giętkie pyski, długie uszy, brązowy, niekiedy paskowany grzbiet, coraz cieńszy dystalnie ogon, różnią się od siebie umaszczeniem. Zamieszkują lasy wschodniej Afryki, niektóre stanowią endemity Tanzanii i Kenii. Prowadzą skryty tryb życia, są monogamiczne, samica nie poświęca wiele uwagi młodym. Żywią się bezkręgowcami. Część gatunków zagrożona jest wyginięciem.

## Genetyka
Genetyka sorkonosów nie została dobrze poznana, kariotyp nie został opisany. U sorkonosa czarno-rdzawego wykryto natomiast 8 polimorficznych mikrosatelitów. Badania mtDNA wskazały na introgresję z sorkonosa czarno-rdzawego i szarolicego do plamistego R. cirnei reichardi oraz czarno-rdzawego do szarolicego.

## Budowa

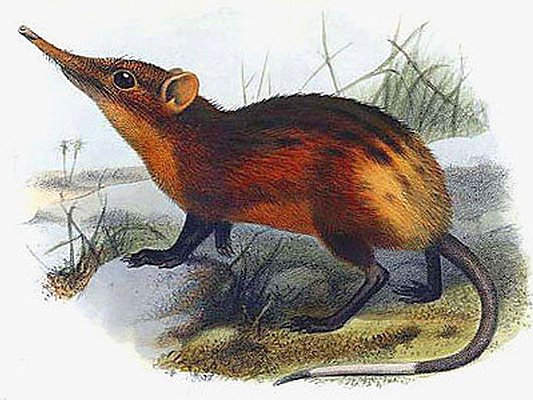
Wedle części autorów sorkonos złotozady jest największym przedstawicielem rzędu

Sorkonosy są największymi przedstawicielami rodziny ryjkonosowatych. Długość ciała (bez ogona) 218–318 mm, długość ogona 196–265 mm, długość ucha 25–37 mm, długość tylnej stopy 63–91 mm; masa ciała 320–750 g. Zalicza się tu największy przedstawiciel rzędu, aczkolwiek wedle jednych autorów jest to sorkonos szarolicy o wymiarach: długość ciała (bez ogona) 297–318 mm, długość ogona 239–262 mm (wedle kreatorów średnio w sumie 56,4 cm), długość ucha 31–37 mm, długość tylnej stopy 79–88 mm; masa ciała 658–750 g (wedle kreatorów średnio 710 g), wedle innych sorkonos złotozady o średniej długości całego ciała 526 mm. Długość ciała (bez ogona) 218–304 mm, długość ogona 213–270 mm (średnio 243 mm), długość ucha 30–38 mm (średnio 34 mm), długość tylnej stopy 68–79 mm (74 mm); masa ciała 410–690 g (540 g). Samce i samice nie różnią się wielkością.
Głowa z długim pyskiem, u sorkonosa szarolicego charakterystycznie szaro ubarwiona, u czarno-rdzawego jasnoruda do pomarańczowobrązowej, u plamistego brązowa do kremowej. Występują długie uszy, u sorkonosa plamistego nagie i płowe. Badania Kaufmana et al. z 2013 wskazują, że ryjkonosowe jako grupa ogólnie mają mózg większy, niż inne ssaki podobnej wielkości i podobnej diety. Pysk jest długi i giętki. Otworów podniebiennych nie stwierdza się. W jamie ustnej znajdują się zęby, w tym niestały niewielki siekacz górny i dobrze rozwinięte górne kły, u samców dłuższe niż u samic. Wzór zębowy przedstawia się następująco:
| Wzór zębowy | Wzór zębowy | I   | C | P | M |
| ----------- | ----------- | --- | - | - | - |
| 34-36       | =           | 0-1 | 1 | 4 | 2 |
| 34-36       | =           | 3   | 1 | 4 | 2 |

Ciało porasta dość krótkie i rzadkie futro, cienkie, sztywne, błyszczące. Ubarwienie zależy od gatunku. Na grzbiecie sorkonosa złotozadego jest ono rude, wchodzące w odcienie czerwieni i brązu, na brzuchu również rude, od których odróżnia się jasnożółty zad, u niektórych osobników na jego przednim obrzeżu można ujrzeć niewyraźne ciemniejsze paski. Wyraźniejsze są one u sorkonosa plamistego, rozpoczynające się pośrodku grzbietu, a sięgające do nasady ogona. Po obu stronach występują 3 takie linie, przy czym te wyższe są lepiej wyrażone, ciągłe, te niższe zaś rozpadają się na szereg jaśniejszych i ciemniejszych plam. Sam grzbiet jest płowy do ciemnobrązowego i pomarańczowego. Podobnie wygląda grzbiet Rhynchocyon stuhlmanni, a rzadko też sorkonosa czarno-rdzawego. Zazwyczaj jednak jego ramiona pokrywa futro pomarańczowe, rudopomarańczowe lub kasztanowe, przechodzi ono w czerń w kierunku grzbietu i zadu. U sorkonosa szarolicego obserwuje się zaś rudą barwę grzbietu z jaśniejszym pomarańczoworudym bokiem ciała oraz jeszcze jaśniejszym brzuchem barwy kremowej czy bladożółtej. Na jego zadzie z kolei rosną włosy czarne.
Na klatce piersiowej samicy znajdują się sutki, nieobecne u samców. Para przednia uległa redukcji i nie występuje, obserwuje się natomiast parę środkową i tylną. Nie występuje gruczoł piersiowy, natomiast gruczoły odbytowe (analne) rozwinięte są dobrze. Wokół odbytu sorkonosa złotozadego rozmieszczone są dobrze rozwinięte gruczoły analne typu apokrynowego i łojowego, wydzielające ostry, nieprzyjemny zapach. Jak zbadano u sorkonosa złotozadego, przewód pokarmowy zawiera kątnicę, srom jest wydłużony, macica dwurożna. Samiec nosi jądra w jamie brzusznej, za nerkami, nie ma bowiem moszny. Na środku jego brzucha znajduje się napletek.
Skóra ogona sorkonosa szarolicego jest grzbietowo czarna, poniżej ciemnobrązowa, dystalnie biała na odcinku od 4-6 cm. Porastają ją krótkie włosy, barwy skóry, na której rosną. Ogon osiąga cztery piąte długości ciała. Proksymalnie gruby, dystalnie zwęża się, podobnie jak u Rhynchocyon stuhlmanni o ogonie długości 0,9 długości głowy i tułowia (taka wartość jak u sorkonosa plamistego) oraz u sorkonosa czarno-rdzawego, u którego ogon osiąga około 0,85 długości głowy i tułowia. Prawie nie porastają go włosy, barwę ma pomarańczowobrązową, z białym odcinkiem na końcu.
Kość biodrowa łączy się u sorkonosów z pierwszymi kręgami krzyżowymi. Kończyny przypominają swe odpowiedniki u kopytnych. Kość promieniowa i kość łokciowa są ściśnięte. Kość piszczelowa i kość strzałkowa dystalnie zrastają się ze sobą. Kończyny przednie i tylne kończą się palcami w liczbie czterech. Wynika to z zaniku zarówno kciuka, jak i palucha. W przypadku ręki również ostatni piątek palec uległ pewnej redukcji, budują go tylko dwa paliczki. Największy jest zaś palec trzeci, w stopie tak jak w dłoni. Palce kończą się zakrzywionymi pazurami. Kończyny tylne sorkonosów są solidnie zbudowane.

## Systematyka

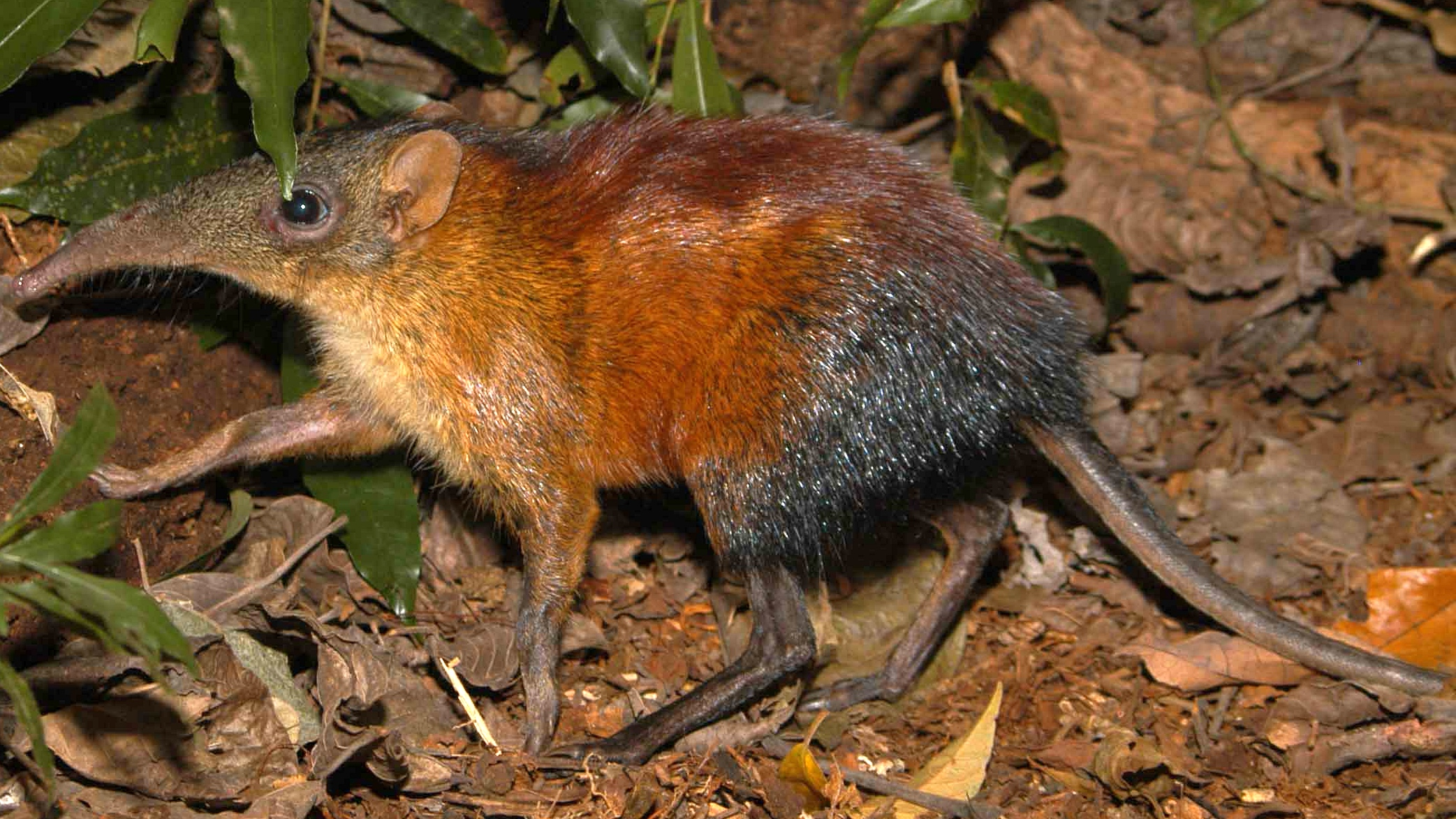
Sorkonos szarolicy opisany został najpóźniej

Rodzaj sorkonos należy do podrodziny Rhynchocyoninae, nieuwzględnionej w Polskim Nazewnictwie Ssaków Świata, wedle Błaszaka zwana sorkonosami, niekiedy podnoszona do rangi osobnej rodziny. Jest jedynym współczesnym jej przedstawicielem, ale klasyfikuje się w niej kilka rodzajów wymarłych, jak Miorhynchocyon, Brevirhynchocyon, Hypsorhynchocyon i Eorhynchocyon. Wraz z drugą podrodziną Macroscelidinae zalicza się do rodziny Macroscelididae, ryjkonosowatych, klasyfikowanej w przeszłości do rzędu owadożernych, a obecnie do odrębnego rzędu Macroscelidea, ryjkonosowych.
Sorkonos plamisty opisany został przez Wilhelma Petersa w 1847. Autor podał jako miejsce typowe Quelimane w dystrykcie Bororo, w prowincji Zambézia w Mozambiku. Sorkonos czarno-rdzawy opisany został przez Bocage w 1880. Autor podał jako miejsce typowe „Zanzibar”, Tanzania, co w 1912 Dollman poprawił, podając Afrykę Wschodnią, Zanzibar, wskazując, że w pierwotny zapis odnosił się on do całego dystryktu, a nie wyspy. Sorkonosa złotozadego po raz pierwszy naukowo opisał w 1881 niemiecko-brytyjski zoolog Albert Günther. Jako miejsce typowe odłowu holotypu Günther wskazał „na rzece Mombaca” (tj. Mombasa) w Kenii. Rhynchocyon stuhlmanni w literaturze naukowej pojawił się po raz pierwszy w 1893, w tekście autorstwa Matschiego, jako osobny gatunek. Jako miejsce typowe wskazano Andunde (Bundundi), rzekę Semliki na zachód od Ruwenzori w ówczesnym Kongu Belgijskim (obecnie w Kiwu Północnym w Demokratycznej Republice Konga). Późniejsi autorzy uznali takson za jeden z podgatunków Rhynchocyon cirnei, sorkonosa plamistego, obejmującego później w sumie 6 podgatunków, jako Rhynchocyon cirnei stuhlmanni. W 1968 pojawił się pomysł autorstwa Corbet i Hakns, by ponownie podnieść ten podgatunek do rangi osobnego gatunku, jednak nie spotkał się on z powszechną akceptacją aż do 2017, kiedy Carlen i inni, przeanalizowawszy DNA sorkonosów, podnieśli go do rangi osobnego gatunku. Ostatni gatunek, sorkonosa szarolicego, po raz pierwszy naukowo opisali w 2008 Galen Rathbun i Francesco Rovero. Jako miejsce typowe odłowu holotypu (dorosłej samicy zebranej 18 marca 2006) wskazali dolinę rzeki Vikongwa, w Ndundulu Forest, w West Kilombero Scarp Forest Reserve, w górach Udzungwa, w regionie Iringa, w Tanzanii.

### Etymologia
- Rhynchocyon: gr. ῥύγχος rhunkhos „pysk”; κυων kuōn, κυνος kunos „pies”[15].
- Rhinonax: gr. ῥις rhis, ῥινος rhinos „nos, pysk”[16]; αναξ anax, ανακτος anaktos „władca, pan”[17]. Gatunek typowy: Rhynchocyon chrysopygus Günther, 1881.

### Podział systematyczny
Jedyny w swej podrodzinie współcześnie występujący rodzaj sorkonos (Rhynchocyon) obejmuje następujące gatunki:
- Rhynchocyon chrysopygus Günther, 1881 – sorkonos złotozady
- Rhynchocyon cirnei W. Peters, 1847 – sorkonos plamisty
- Rhynchocyon stuhlmanni Matschie, 1893 – takson wyodrębniony na podstawie danych molekularnych z R. cirnei[21].
- Rhynchocyon petersi Bocage, 1880 – sorkonos czarno-rdzawy
- Rhynchocyon udzungwensis Rathbun & Rovero, 2008 – sorkonos szarolicy

W 2017 Carlen et al. przeprowadzili badania genetyczne, w wyniku których ponownie podnieśli status jednego z podgatunków sorkonosa plamistego do rangi osobnego gatunku. Zaprezentowali jednocześnie kladogram sorkonosów:
|  | Rhynchocyon petersi      |
|  |                          |
|  | Rhynchocyon udzungwensis |
|  |                          |

|  | Rhynchocyon cirnei reichardi                                                                                            |
|  | |
|  | \| \| Rhynchocyon cirnei macrurus \| \| \| \| \| \| Rhynchocyon cirnei shirensis, Rhynchocyon cirnei cirnei \| \| \| \| |
|  | |
|  | Rhynchocyon cirnei macrurus                                                                                             |
|  | |
|  | Rhynchocyon cirnei shirensis, Rhynchocyon cirnei cirnei                                                                 |
|  | |

|  | Rhynchocyon cirnei macrurus                             |
|  |                                                         |
|  | Rhynchocyon cirnei shirensis, Rhynchocyon cirnei cirnei |
|  |                                                         |

|  | Rhynchocyon cirnei reichardi                                                                                            |
|  | |
|  | \| \| Rhynchocyon cirnei macrurus \| \| \| \| \| \| Rhynchocyon cirnei shirensis, Rhynchocyon cirnei cirnei \| \| \| \| |
|  | |
|  | Rhynchocyon cirnei macrurus                                                                                             |
|  | |
|  | Rhynchocyon cirnei shirensis, Rhynchocyon cirnei cirnei                                                                 |
|  | |

|  | Rhynchocyon cirnei macrurus                             |
|  |                                                         |
|  | Rhynchocyon cirnei shirensis, Rhynchocyon cirnei cirnei |
|  |                                                         |

|  | Rhynchocyon petersi      |
|  |                          |
|  | Rhynchocyon udzungwensis |
|  |                          |

|  | Rhynchocyon cirnei reichardi                                                                                            |
|  | |
|  | \| \| Rhynchocyon cirnei macrurus \| \| \| \| \| \| Rhynchocyon cirnei shirensis, Rhynchocyon cirnei cirnei \| \| \| \| |
|  | |
|  | Rhynchocyon cirnei macrurus                                                                                             |
|  | |
|  | Rhynchocyon cirnei shirensis, Rhynchocyon cirnei cirnei                                                                 |
|  | |

|  | Rhynchocyon cirnei macrurus                             |
|  |                                                         |
|  | Rhynchocyon cirnei shirensis, Rhynchocyon cirnei cirnei |
|  |                                                         |

|  | Rhynchocyon cirnei reichardi                                                                                            |
|  | |
|  | \| \| Rhynchocyon cirnei macrurus \| \| \| \| \| \| Rhynchocyon cirnei shirensis, Rhynchocyon cirnei cirnei \| \| \| \| |
|  | |
|  | Rhynchocyon cirnei macrurus                                                                                             |
|  | |
|  | Rhynchocyon cirnei shirensis, Rhynchocyon cirnei cirnei                                                                 |
|  | |

|  | Rhynchocyon cirnei macrurus                             |
|  |                                                         |
|  | Rhynchocyon cirnei shirensis, Rhynchocyon cirnei cirnei |
|  |                                                         |

w 1987 roku angielski paleontolog Percy Milton Butler opisał wymarły gatunek żyjący w pliocenie na terenie dzisiejszej Tanzanii:
- Rhynchocyon pliocaenicus Butler, 1987

## Tryb życia
Sorkonosy wiodą osiadły tryb życia. Są monogamiczne. Samica i samiec tworzą parę przez całe swe życie, zajmują wspólnie terytorium, u sorkonosa złotozadego liczące średnio 1,7 ha, maksymalnie do 5 ha. Samiec i samica bronią go i znakują wydzieliną swych gruczołów. Użytkują je jednak oddzielnie, a spotykają się głównie celem rozrodu. Każde z nich sypia w oddzielnym gnieździe zbudowanym rankiem z liści w płytkim wydrążeniu w ziemi. U sorkonosa złotozadego ma 10 cm wysokości i 30 cm średnicy. Jego budowa trwa 2 godziny, stanowiąc jakieś 2% czasu, kiedy zwierzę zachowuje aktywność. Osobnik może spać w nim do trzech nocy, po czym obiera sobie inne miejsce nocnego spoczynku. Zagęszczenie sorkonosów złotozadych szacowano na 1,6 zwierzęcia na ha. Obserwowano niemniej grupy 4-6 zwierząt. Jednakże w razie napotkania intruza sorkonos stara się przegonić, zakreślając ku niemu łuki i zygzaki, by przejść do pogoni, kiedy zbliży się na mniej niż 2-3 m. Samiec wykazuje większą ochotę do pościgu za innym samcem niż samica. Nie przegania ani własnej wybranki, ani młodych. Zapobiega wkraczaniu intruzów, znacząc swe terytorium, gdzie popadnie, nie ma swych ulubionych miejsc, tak jak i nie używa stałych ścieżek, chyba że żyje w gęstych zaroślach. Prawdopodobnie codziennie zwierzę penetruje całe swe terytorium.
Aktywność przypada na dzień, noc zwierzę spędza w niewielkim wykopanym dole. Wstaje wcześniej, jeszcze przed świtem, kładzie się przed zachodem słońca.
Zwierzę nie potrafi ryć w ziemi, nie potrafi się wspinać.

### Cykl życiowy
Rozród przebiega przez cały rok bez wyraźnego okresu godowego. Po kopulacji samica zachodzi w ciążę trwającą u sorkonosa czarno-rdzawego około 40 dni. Samica sorkonosa plamistego wydaje na świat 1–2 noworodki, rzadko 3, Rhynchocyon stuhlmanni i sorkonosa czarno-rdzawego 1-2. Są one dobrze rozwinięte. Noworodek sorkonosa złotozadego czy szarolicego waży około 80 g. Matka nie poświęca mu dużo czasu, raczej pozostawia w gnieździe odwiedzanym głównie w celu karmienia. 11 dni po porodzie młode tego gatunku otwiera oczy, a w gnieździe spędza 2–3 tygodnie. Młode sorkonosa czarno-rdzawego pozostaną w gnieździe przez następne 2 tygodnie. Po tym czasie matka przestanie karmić je mlekiem. Pomiędzy kolejnymi porodami upłynąć może u sorkonosa czarno-rdzawego 80 dni.
Introgresja z sorkonosa czarno-rdzawego do R. cirnei reichardi oraz czarno-rdzawego do szarolicego wskazuje na krzyżowanie się tych gatunków, przy czym objęty nią obszar jest niewielki i leży na wschodzie gór Udzungwa.

## Rozmieszczenie geograficzne

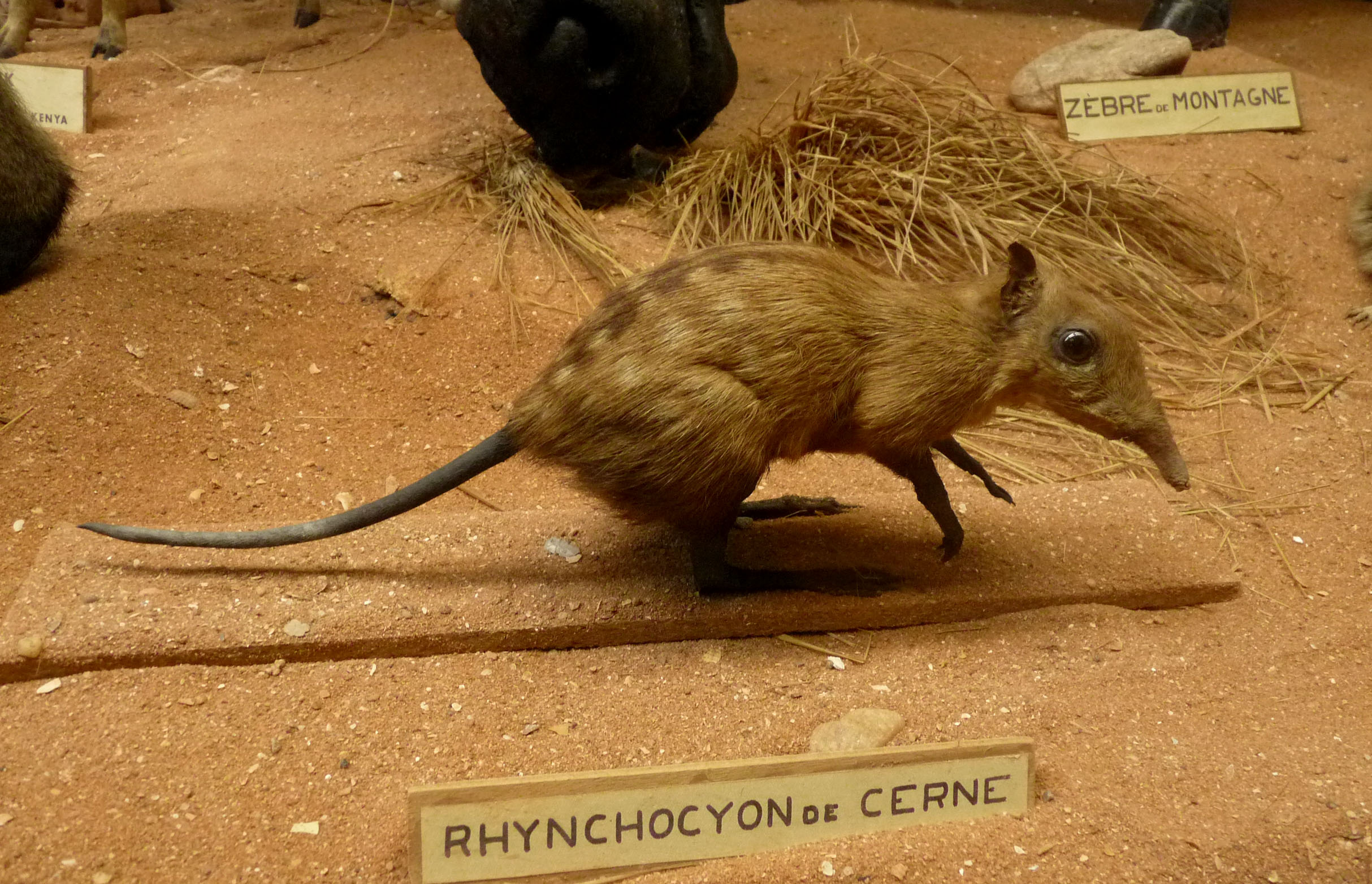
Najszerszy zasięg występowania ma sorkonos plamisty

Podrodzina obejmuje gatunki występujące w Afryce. Sorkonos złotozady zamieszkuje wyłącznie nadmorskie rejony Kenii. W Kenii i w Tanzanii spotyka się też sorkonosa czarno-rdzawego. W Tanzanii występuje też endemicznie sorkonos szarolicy. Znacznie szerszy zasięg ma sorkonos plamisty, zamieszkujący Mozambik, Malawi, Tanzanię, Zambię i Demokratyczną Republikę Konga. W tym ostatnim (ale na innych terenach) żyje także Rhynchocyon stuhlmanni, spotykany także w Ugandzie i Republice Środkowoafrykańskiej.

## Ekologia
Sorkonosy żyją w różnego typu lasach cechujących się obecnością obfitej ściółki i piętra koron.
Pożywienie ich stanowią bezkręgowce, najczęściej stawonogi. Badania żołądków sorkonosów plamistych z Zambii zawierały pozostałości chrząszczy, błonkówek, larw muchówek, jak i innych owadów. Wśród zdobyczy sorkonosa złotozadego największą grupę stanowią chrząszcze, następnie stonogi, po nich termity, dalej zaś świerszcze, mrówkowate, pająki i Lumbricina. W jednym z badań sorkonosy czarno-rdzawe spożywały mrówkowate Dorylus.
Wśród drapieżników wskazuje się dzienne ptaki szponiaste i węże, ale też psy i przypadkowo ludzi. Zaniepokojony, sorkonos wpierw zamiera, rozkopuje tylną kończyną ściółkę (postępując podobnie jak kopytne), po czym ucieka, niekiedy chroniąc się w dziurze czy termitierze.
Do pasożytów zewnętrznych sorkonosa złotozadego należą kleszcze Rhipicephalus, Ambyomma, Haemophysalis, Ixodes, muchówki Chimaeropsylla potis potis, Chimaeropsylla haddowi, komarowate Aedes i Eretmopodites. Jego pasożyty wewnętrzne to nicienie Subulura i Hymenolepis, tasiemce i Acanthocephala.
Ryjkonosowe ewoluowały prawdopodobnie w środowisku pozbawionym istotnej konkurencji. Wykształciły zespół specyficznych adaptacji, obejmujący myrmekofagię, specyficzny chód, brak gniazd. Łączą dzięki temu cechy spotykane u giętkojęzykowych i antylop.

## Zagrożenia i ochrona
4 z 5 gatunków sorkonosa zostało ocenione przez IUCN. Mają one następujący status:
- gatunki zagrożone: sorkonos złotozady,
- gatunki narażone: sorkonos szarolicy,
- gatunki najmniejszej troski: sorkonos plamisty, sorkonos czarno-rdzawy,
- gatunki nieuwzględnione: Rhynchocyon stuhlmanni[4].